# António Ferrante Gonzaga
António Ferrante Gonzaga, em italiano Antonio Ferdinando Gonzaga ou Antonio Ferrante Gonzaga (9 de dezembro de 1687 - 16 de abril de 1729) foi um nobre italiano, duque de Guastalla.

## Família
António era o filho mais velho do duque Vicente Gonzaga, Duque de Guastalla e da duquesa Maria Vitória Gonzaga. Uma das suas irmãs era a duquesa Leonor Luísa Gonzaga, cunhada do grão-duque da Toscana, Cosme III de Médici.

## Vida
António sucedeu ao seu pai em 1714. Foi queimado vivo num acidente em Guastalla. Após a sua morte, o seu irmão José Maria Gonzaga sucedeu-o no trono.

## Casamentos
António esteve noivo de Maria Carolina Sobieska, neta de João III Sobieski, mas esta recusou-o. Casou-se primeiro com Margarida Cesarini e, após a sua morte, casou-se, a 23 de Fevereiro de 1727, com a condessa Teodora de Hesse-Darmstadt, neta do conde Luís VI de Hesse-Darmstadt. Não teve filhos de nenhum dos casamentos.